# 加田裕之
加田 裕之（かだ ひろゆき、1970年（昭和45年）6月8日 - ）は、日本の政治家。自由民主党所属の参議院議員（2期）、法務大臣政務官、兵庫県議会議員（4期）を歴任。

## 来歴
兵庫県神戸市灘区生まれ。神戸市立六甲小学校、神戸市立長峰中学校、兵庫県立東灘高等学校、甲南大学法学部卒業。大学卒業後は、神戸新聞マーケティングセンター企画編集部勤務。兵庫県広報誌や兵庫県議会広報等を担当する。阪神・淡路大震災以後、震災情報や復興への取り組みを取材する中で政治を志す。
衆議院議員奥谷通の公設秘書を経て、2003年、兵庫県議会議員に初当選。以後、4期務めた。
2018年末に在職のまま死去した鴻池祥肇のあとを受けて、第25回参議院議員通常選挙に兵庫県選挙区（改選数3）から自由民主党公認で立候補し、当選。同選挙区では自民党と連立を組む公明党も新人の高橋光男を擁立し、党の「最重点区」と位置付け自民党の友好団体からの支援の取り付けや、菅義偉官房長官が高橋の応援に度々駆けつけるなど保守票の切り崩しを行った。結果、高橋は2位、加田は3位で当選したが、加田は次点の立憲民主党の新人候補に約3万票差にまで迫られる辛勝となった。当選後、細田派に入会した。
2024年7月25日、翌年7月の第27回参議院議員通常選挙の兵庫県選挙区公認候補として擁立することが自民党から発表された。2025年7月20日に参院選の投開票が行われ、結果、得票数3位で再選。加田の得票は6年前の参院選から18万票減となる28.5万票で、次点の日本維新の会新人、次々点の参政党新人に約1万票差まで迫られる辛勝となった。また、同選挙区の当選者の得票が29万票を割り込むのは66年ぶりであった。加田が苦戦した背景には前回同様公明党との票割りがあったことに加え、自身の裏金問題や、参政党に保守票を奪われたことが背景にあると見られる。一方、高い知名度を持つ前明石市長の泉房穂が同区に立候補したことで、維新の票も伸び悩んだため結果的に加田が逃げ切れたとする分析もある。

## 政策・主張

### 憲法
- 憲法の改正については、2025年のNHKのアンケートで「改正する必要がある」を主張[8]。毎日新聞のアンケートでは「賛成」と回答[9]。

### 経済・金融
- 2025年に行われたNHKのアンケートにおいて、「物価高対策として、いま政府が最優先で取り組むべきこと」という質問で「減税」と回答[8]。毎日新聞のアンケートにおいては、「食料品の税率をゼロにすべきだ」と回答[9]。
- 2024年から続く米の価格高騰については、2025年のNHKのアンケートで「流通経路の改善」を主張[8]
- 「年収の壁問題」については、2025年のNHKのアンケートで「160万円により更に引き上げるべき」と回答[8]。

### 社会保障
- 少子高齢化社会の社会保障費の負担については、2025年のNHKのアンケートで「所得が多い人の負担を増やすべき」と回答[8]。

### 外交・安全保障
- 防衛力の強化については、2025年のNHKのアンケートで「防衛費を増額し、さらに強化すべき」と回答[8]。増額の財源については、毎日新聞のアンケートで「他の政策予算を削って増税は避けるべきだ」と回答[9]。
- 日米地位協定の見直しについては、2025年の毎日新聞のアンケートで「見直す必要はない」と回答[9]。
- 日本の核保有については、2025年の毎日新聞のアンケートで「核兵器を保有すべきでないが、核共有は検討すべきだ」と回答[9]。
- 中国との関係については、2025年の毎日新聞のアンケートで「毅然と対応すべきだ」と回答[9]。
- 日米関係については、2025年の毎日新聞のアンケートで「日米関係は大切だが、他の国との関係強化にもっと力を入れるべきだ」と回答[9]。

### ジェンダー
- 選択的夫婦別姓の導入については、2025年のNHKのアンケートで「夫婦同姓を維持し、旧姓の通称使用を認める法制度を拡充すべき」と回答[8]。
- 同性婚の導入については、2025年のNHKのアンケートで「反対」と回答[8]。

### その他
- 原発の利用については、2025年の毎日新聞のアンケートで「既存の原発を最大限利活用すべきだ」と回答[9]。
- 女系天皇については、2025年のNHKのアンケートで「反対」と回答[8]。
- 企業・団体献金については、2025年の毎日新聞のアンケートで「廃止する必要はない」と回答[9]。

## 人物
2021年1月30日、加田ら自民党国会議員有志50人は、47都道府県議会議長のうち同党所属の約40人に、選択的夫婦別姓の導入に賛同する意見書を採択しないよう求める文書を郵送した。地方議員や市民団体は、地方議会の独立性を脅かす行為だとして加田らを批判した。

### 旧統一教会との関係
ジャーナリストの鈴木エイトが作成した「旧統一教会関連団体と関係があった現職国会議員168人」によれば、旧統一教会関連団体との関係について、2019年に舞子公園で開催された教団系の自転車イベント「PEACE ROAD 2019 in Japan」で来賓挨拶し、2世信者のライダーを激励した。ほかにも教団関係者からパーティー券の購入を受け、教団系イベントに複数回メッセージを寄せていたとされる。

## 不祥事

### 政治資金パーティー収入の裏金問題
2024年1月24日、前年に浮上した自民党の政治資金パーティー収入の裏金問題に関して、加田は2020年から2022年の3年間で648万円に上る不記載があったことを明かした。加田は、派閥から会計処理に関する明確な説明がなかったため事務所で管理していたといい、「私的流用や法令に反する支出は一切ない」と釈明。今後、収支報告書を訂正し、「国民に疑念を持たれたことに改めておわびする」と話した。
4月4日、党は不記載のあった議員ら39人の処分を決定。加田は「戒告」を受けた。

### 支援者との金銭トラブル
2025年6月30日、週刊文春は加田が支援者の男性との間で2000万円に上る金銭トラブルを抱えていると報じた。加田は長年の支援者から借金を重ねていたが、なかなか返済しようとしなかったため、支援者が弁護士を立てる事態に発展したという。支援者の男性は文春の取材に対し、「2003年に初当選した県議選から、要請があると選挙のたびに資金を貸してきました。しかし、最近の彼は地元を蔑ろにしているように見えます。裏金問題も発覚した。もう信頼することができません」と語った。加田の事務所は文春の問い合わせに対し、支援者からの借金の存在を認め、「支援者との間では、感情の行き違いなどもあり、数年来、断続的にやり取りを続けて参りましたが、弁護士を介しての交渉の上、現在は定期的に借入金の返済を行っております」と回答した。

## 所属団体・議員連盟
- 日本の尊厳と国益を護る会
- オンラインゲーム・eスポーツ議員連盟

## 支援団体
- 全国たばこ販売政治連盟（組織推薦候補者）[20]
- 全日本不動産政治連盟

## 選挙歴
| 当落 | 選挙                     | 執行日         | 年齢 | 選挙区             | 政党       | 得票数     | 得票率 | 定数 | 得票順位 /候補者数 | 政党内比例順位 /政党当選者数 |
| ---- | ------------------------ | -------------- | ---- | ------------------ | ---------- | ---------- | ------ | ---- | ------------------ | ---------------------------- |
| 当   | 2003年兵庫県議会議員選挙 | 2003年4月13日  | 32   | 神戸市長田区選挙区 | 自由民主党 | 1万3170票  | 28.79% | 2    | 2/4                | /                            |
| 当   | 2007年兵庫県議会議員選挙 | 2007年4月8日   | 36   | 神戸市長田区選挙区 | 自由民主党 | 1万4238票  | 35.07% | 2    | 2/3                | /                            |
| 当   | 2011年兵庫県議会議員選挙 | 2011年4月10日  | 40   | 神戸市長田区選挙区 | 自由民主党 | 1万4909票  | 39.30% | 2    | 1/4                | /                            |
| 当   | 2015年兵庫県議会議員選挙 | 2015年4月12日  | 44   | 神戸市長田区選挙区 | 自由民主党 | 1万4856票  | 45.14% | 2    | 1/3                | /                            |
| 当   | 第25回参議院議員通常選挙 | 2019年07月21日 | 49   | 兵庫県選挙区       | 自由民主党 | 46万6161票 | 21.20% | 3    | 3/6                | /                            |
| 当   | 第27回参議院議員通常選挙 | 2025年07月20日 | 55   | 兵庫県選挙区       | 自由民主党 | 28万5451票 | 10.68% | 3    | 3/13               | /                            |